# Bruce (Wisconsin)
Bruce – wieś w Stanach Zjednoczonych, w stanie Wisconsin, w hrabstwie Rusk.